# 特殊作戦
特殊作戦（とくしゅさくせん、英: special operations）は、通常戦力では達成することが不可能な軍事作戦のこと。特別に指定・選出・編成・装備され、特殊な訓練を受けた精鋭で構成された特殊部隊による軍事作戦である。

## 概要
特殊作戦部隊が実施している活動はあまりに幅広く、コリン・グレイは、列挙するような形でその任務を定義することはほとんど無意味とまで指摘している。アメリカ国防総省では、「敵対的、もしくは敵の制圧下にある環境、あるいは政治的に敏感な環境において、幅広い通常戦力を必要としない軍事力を用いて、軍事的、外交的、情報上、経済的目的の全て、もしくはいずれかを達成するために実施される作戦」と定義されている。
合衆国法典第10編では、アメリカ特殊作戦軍が行う特殊作戦活動を下記のように区分している。
- 直接行動 (direct action) [注 1]
- 特殊偵察 (Special reconnaissance)
- 不正規戦争
- 海外国内防衛 (Foreign internal defense) [注 2]
- 民事作戦
- 対テロ作戦
- 心理戦[注 3]
- 情報戦
- 大量破壊兵器拡散防止
- 治安部隊支援（security force assistance）
- 対反乱作戦
- その他大統領や国防長官に命ぜられた事項

これらの作戦は、概して、直接的アプローチと、間接的アプローチに大別される。直接的アプローチは「射撃手」と喩えられ、直接行動や大量破壊兵器拡散防止など、敵性勢力と直接に対峙する作戦である。一方、間接的アプローチは「ソーシャルワーカー」と喩えられ、海外国内防衛や民事作戦など、敵性勢力と対峙する友好国を援助する作戦である。この2つのアプローチの間には常に緊張関係が存在しており、どちらを重視すべきかという点で、しばしば軍の内部でも意見が対立する。